# Rudolf Lehmann (jurist)
Rudolf Lehmann, född 11 december 1890 i Posen, död 26 juli 1955 i Bonn, var en tysk promoverad jurist. Han var från 1938 till 1945 ordförande för Riksmilitärdomstolen och därmed Tredje rikets högste militärdomare.

## Biografi
Lehmann studerade rättsvetenskap vid universiteten i München, Freiburg, Leipzig och Marburg. I första världskriget tjänstgjorde han som reservofficer. Efter kriget verkade han som åklagare vid Riksjustitieministeriet.
I oktober 1937 fick Lehmann anställning inom arméns rättsväsen och var från juli 1938 till maj 1945 ordförande för Riksmilitärdomstolen. År 1944 förärades Lehmann med den unika graden Generaloberststabsrichter, som motsvarade generalöverste.

### Rättegång
Efter andra världskriget ställdes Lehmann inför rätta vid OKW-rättegången 1947–1948. Han dömdes till sju års fängelse för krigsförbrytelser och brott mot mänskligheten. Lehmann låg bland annat bakom det militärrättsliga dekretet inför Operation Barbarossa, Tysklands angrepp på Sovjetunionen. Lehmann frigavs i augusti 1950.